# Narses (conde e castrense)
Narses (em grego: Ναρσής) foi um oficial bizantino do século V, ativo no reinado do imperador Teodósio II (r. 408–450). Segundo uma lei de 8 de fevereiro de 416 preservada no Código de Teodósio, era homem espectável, o que significa que era senador, e serviu como conde e castrense do palácio sagrado.

## Nome
Narses é a forma helenizada e latinizada do nome. Em armênio, ocorre como Nerses. A atestação mais antiga do nome ocorre nos Feitos do Divino Sapor, uma inscrição trilíngue do reinado do xainxá sassânida Sapor I (r. 240–270). Em parta é registrado como Narsēs e em pálavi como Narsē. O nome deriva do avéstico Nairyō saŋha-, que literalmente significa "o de muitos discursos", ou seja, o mensageiro divino.